# Direcció espiritual
La direcció espiritual és la pràctica d'estar amb les persones mentre intenten aprofundir la seva relació amb allò diví o aprendre i créixer en la seva pròpia espiritualitat personal. La persona que busca direcció comparteix històries de les seves trobades amb allò diví, o de com està cultivant una vida en sintonia amb les coses espirituals. El director escolta i fa preguntes per ajudar el destinatari en el seu procés de reflexió i creixement espiritual. Els defensors de la direcció espiritual afirmen que desenvolupa una consciència més profunda amb l'aspecte espiritual de l'ésser humà i que no es tracta de psicoteràpia, assessorament o planificació.

## Formes
Tot i que hi ha un cert grau de variabilitat, hi ha principalment dues formes de direcció espiritual: direcció regular i direcció en un recés espiritual. Es diferencien en gran manera per la freqüència de les trobades i la intensitat de la reflexió.
La direcció regular pot implicar una reunió d'una a dues hores cada quatre a vuit setmanes i, per tant, és una mica menys intensa que la direcció del recès, tot i que sovint es donen exercicis i disciplines espirituals perquè el destinatari les practiqui entre les reunions.
Si el destinatari es troba en un recès (que dura entre un cap de setmana i 40 dies), generalment es pot reunir amb el seu director diàriament durant una hora. Durant aquestes reunions diàries, es lliuren exercicis o disciplines espirituals com la lectio divina al destinatari com a material per continuar el seu creixement espiritual. Els centres de recès sovint ofereixen direcció o acompanyament a les persones que visiten el centre soles.
Els exercicis espirituals d'Ignasi de Loiola són un exemple popular de pautes utilitzades per a la direcció espiritual.

## Tradicions històriques

### Cristianisme occidental
Dins del cristianisme, la direcció espiritual té les seves arrels en el primer cristianisme. Els evangelis descriuen que Jesús servia de mentor als seus deixebles. A més, el capítol 9 d'Actes dels Apòstols descriu Ananias ajudant Pau de Tars a créixer en la seva nova experiència de cristianisme. De la mateixa manera, diverses de les epístoles paulines descriuen a Pau com a mentor tant de Timoteu com de Tito, entre d'altres. La tradició ens diu que Joan Evangelista va tutoritzar Policarp, el bisbe d'Esmirna del segle ii.
El teòleg John Cassian que va viure al segle IV va proporcionar algunes de les primeres pautes registrades sobre la pràctica cristiana de la direcció espiritual. Va introduir la tutoria als monestirs. Cada novici va ser posat sota la cura d'un monjo més gran. Benet de Núrsia va integrar les directrius de Cassià en el que ara es coneix com la Regla de Sant Benet.
L'orientació espiritual està estesa a la religió catòlica: una persona amb saviesa i discerniment espiritual, en ocasions sacerdot o consagrat, però que també pot ser un laic, proporciona consell a una persona que desitja fer un viatge de fe i descobrir la voluntat de Déu en la seva vida. La guia espiritual té com a objectiu discernir, entendre el que l'Esperit Sant, a través de les situacions de la vida, les visions espirituals fruit de l'oració, la lectura i la meditació de la Bíblia, explica a la persona acompanyada. El pare espiritual o el director espiritual poden proporcionar consells, donar indicis de vida i d'oració, resoldre dubtes en matèria de fe i moral sense substituir les decisions i decisions a la persona que l'acompanya.

### Ortodoxia oriental
L'ortodòxia oriental procedeix de les mateixes tradicions, però el paper d'un "director espiritual" o "ancià" en l'ortodòxia és rellevant. El terme grec original geron (que significa "ancià", com en gerontologia) va ser traduït per la paraula russa starets, de l'eslau antic de l'església starĭtsĭ, "ancià", derivat de starŭ, "vell". La tradició grega té una llarga història ininterrompuda d'ancians i deixebles, com Sofroni i Joan Mosc al segle vii, Symeon the Elder i Simeó Mamantis al segle xi, i gerontes carismàtics contemporanis com Porphyrios i Paisios.
El renaixement dels ancians al món eslau està associat amb el nom de Paisius Velichkovsky (1722-94), que va produir la traducció al rus de la Philokalia. Els estels russos més famosos de principis del segle xix van ser Serafins de Sarov (1759-1833), que es va convertir en un dels sants ortodoxos més venerats. L'Optina Pustyn, prop de Kozelsk, se celebrava pels seus inicis (Schema-Archimandrite Moses, Schema-Hegumen Anthony, Hieroschemamonk Leonid, Hieroschemamonk Macarius, Hieroschemamonk Hilarion, Hieroschemamonk Ambrose, Hieroschemamonk Anatole (Zertsalov)). Escriptors com Nikolay Gogol, Aleksey Khomyakov, Leo Tolstoy i Konstantin Leontyev van demanar consell als ancians d'aquest monestir. També van inspirar la figura de Zosima a la novel·la de Dostoievski Els germans Karamazov. Un exemple més modern d'estrelles és l'arximandrita John Krestiankin (1910-2006) del monestir de les Coves de Pskov, que va ser popularment reconeguda com a tal per molts ortodoxos que vivien a Rússia.

### Judaisme
En el judaisme, el terme hebreu per a director espiritual difereix entre les comunitats tradicionals. El verb Hashpa'ah és comú en algunes comunitats, encara que no en totes; el director espiritual anomenat mashpi'a es produeix a la comunitat Chabad-Lubavitch i també a la comunitat de Renovació jueva. Un mashgiakh ruchani és el paper equivalent entre mitnagedim (adherents de la Musar tradició). El propòsit de Hashpa'ah és donar suport al destinatari en la seva relació personal amb Déu i aprofundir en la capacitat d'aquesta persona per trobar la presència de Déu en la vida ordinària. Entre els Lubavitchers, es basa en la literatura i la praxi de l'hasidisme, ja que es practica d'acord amb els estàndards de Chabad i en general amb la tradició mística jueva. L'orientació espiritual és habitual al món hassídic, però no necessàriament de la mateixa manera.

### Sufisme
En el sufisme, el terme utilitzat per a mestre espiritual és murshid, en àrab per a "guia" o "mestre". És més que un director espiritual i es creu que guia els deixebles en funció de la seva connectivitat directa amb el diví. El paper de Murshid és guiar espiritualment i instruir verbalment al deixeble sobre el camí sufí després que el deixeble faci un jurament de fidelitat o Bay'ah (bai'ath) amb ell. El concepte de Murshid Kamil Akmal (també conegut com a Insan-e-Kamil) és significatiu en la majoria de les tariqas. La doctrina afirma que des de la preexistència fins a la pre-eternitat, sempre quedarà a la terra un Qutb o un Home Universal que seria la manifestació perfecta de Déu i als passos del profeta islàmic Mahoma.